# Antoni Leopold
Antoni Leopold (ur. 5 maja 1916 w Dziektarzewie, zm. 11 maja 2009 w Warszawie) – polski ekonomista specjalizujący się w ekonomii rolnictwa, doktor nauk ekonomicznych.

## Życiorys
Urodzony w rodzinie ziemiańskiej, jego stryjecznym dziadkiem był Józef Antoni Kazimierz Leopold, od strony matki był spokrewniony z Andrzejem Romockim Morro.
W 1938 roku ukończył studia na Wydziale Rolniczym Uniwersytetu Jagiellońskiego. Od 1960 do 1975 r. pracował w Komisji Planowania przy Radzie Ministrów. W 1971 r. doktoryzował się na Wydziale Ekonomiczno-Rolniczym SGGW. W latach 1975–1981 pracował w Instytucie Planowania, w latach 1982–1991 w Instytucie Nauk Ekonomicznych PAN. Uczestnik obrad Okrągłego Stołu w 1989 r., po powołaniu rządu Tadeusza Mazowieckiego członek zespołu doradców premiera, członek Rady Ekonomicznej przy Radzie Ministrów, od 1994 roku członek Rady Strategii Społeczno-Gospodarczej przy Radzie Ministrów. Był także członkiem Komitetu Nauk Rolniczych PAN.
Prof. dr Antoni Leopold był jednym z twórców koncepcji przekształceń własnościowych w rolnictwie.
W 1990 roku został odznaczony Krzyżem Kawalerskim Orderu Odrodzenia Polski.

## Najważniejsze książki
- Rolnictwo w procesie przemian i rozwoju gospodarki (1997)